# ジョン・モウ
ジョン・モウ（英: John Mawe、1764年 - 1829年）はイギリスの鉱物学者。彼はこの分野において実地的な研究手法を取り入れたことで知られる。

## 生涯
モウは1764年にダービーでサミュエル・モウの息子として生まれた。母親は彼が10歳の時に死に、バイトン生まれの後妻フランシスが彼を育てた。彼は若いうちは15年間、船乗りとして過ごしたようである。1790年、サンクトペテルブルクとの貿易を行なう商船「トレント」の船長となった。
1793年、モウはダービーの石工リチャード・ブラウン（1736年 - 1816年）の下に弟子入りし、1794年11月1日に彼の娘サラと結婚した。「ブラウン・アンド・モウ」は1797年にコベント・ガーデン近くで開いていた小売店の名前で、その店はダービーシャーの大理石を使ってダービーの工房が製作した品々を販売していた。1794年に始められたこの事業で、モウは支配人を務めた。ダービーシャーの鉱石で作られたダービーシャーの地層の地質学的説明図は、かつては全てホワイト・ワトソンが製作したものと考えられてきたが、現在ではダービー博物館にあるいくつかについては、ブラウン・アンド・モウが実際に製作したものと思われている。
18世紀末に彼は、イングランドとスコットランドの殆どの鉱山を旅して回り、スペイン王の飾り棚用に鉱石を集めた。1800年、彼はマトロック・バスに王立博物館の蛍石工房を持ったが、その周辺の鉱山に関して、代理人を通じてトーマス・ピアソンと争うことになった。
1804年8月、彼はポルトガルの摂政の宮の出資のもと、ラプラタ川への「商業的な実地調査の旅」に出かけた。彼の目的は、伸び悩んでいるブラジル経済に活力を与えるかもしれない金およびダイヤモンド産業の将来性を評価することだった。イングランドとスペインの間で戦争が勃発した頃、モウはカディスまで来ており、彼はそこで足止めされた上、病を得て死にかけた。彼は1805年3月にカディスからモンテビデオに出航し、到着するやイングランドのスパイとして投獄された。すぐに釈放はされたものの、抑留され、1806年にウィリアム・カー・ベレスフォードがモンテビデオを占領するまで解放されなかった。モウには、ジョン・ホワイトロックが率いるブエノスアイレスへの遠征隊が同行しており、彼らがモンテビデオに戻ると、一行はスクーナー船を買ってブラジルへと出帆し、途中サンタカタリナ島など様々な港へ立ち寄った。ブラジルでは、モウは摂政の宮によって歓迎された。摂政の宮はモウに、1809年から1810年にかけてミナスジェライスのダイヤモンド鉱山およびその他の内陸部に立ち入る許可を与え、また政府の記録文書の閲覧を許した。

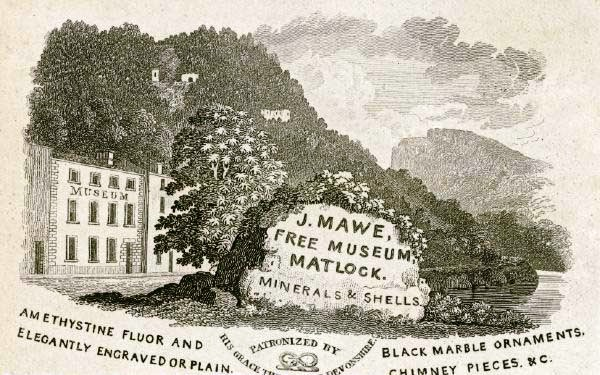
マトロック・バスにあるモウの博物館

モウは1811年にロンドンへ戻り、サマセット・ハウス近くのストランドに店を開き、実地経験のある鉱物学者として有名になった。1813年、彼はコーンウォール王立地質学会の会員に選ばれ、1817年にはイェーナ鉱物学協会から学位を授けられた。
モウ夫妻は息子一人、娘一人をもうけた。息子のジョン・セイント・モウ（1797年 - 1820年）は22歳で没し、母親のサラは遺言状で息子の隣に葬られることを望んだ。娘はアントニー・ティシントン・タトロー（1789年 - 1828年）と結婚し、彼は1816年にチェルトナムの店でモウの共同経営者となった。
モウは1829年10月26日にロンドンで没した。彼を記念する銘版がダービーシャーのカースルトン教会にある。彼の事業は鉱物学者のジェームズ・テナントによって、1840年までモウの未亡人サラとの共同事業として続けられた。サラは引退するまで「女王陛下御用達の鉱物学者」という肩書きを使った。

## 著書

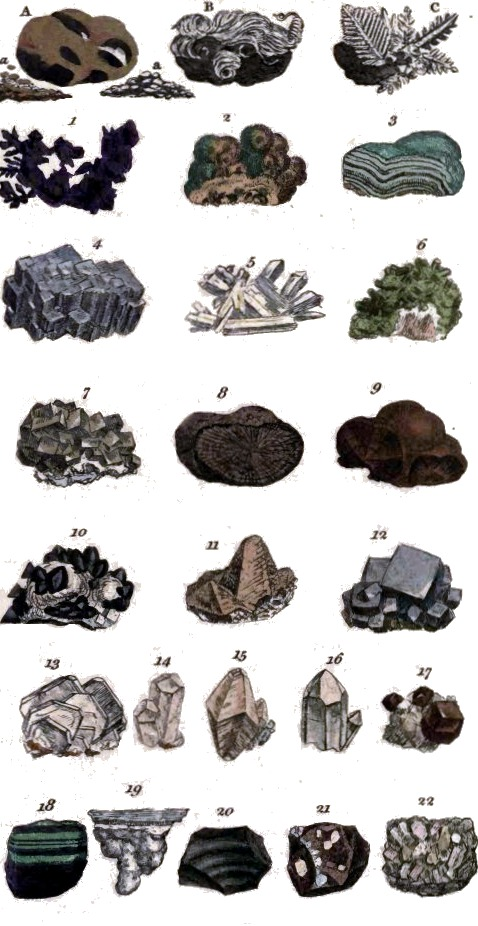
『鉱物学と地質学の平易な授業』第3版（1821年）に載せられた、ジェームズ・ソワービーと息子たちによる挿絵

モウの最もよく知られた著作は、南アメリカでの旅を綴った『Travels in the Interior of Brazil』（London, 1812; Philadelphia, 1816; 2nd edition, 1823）である。
彼は他にも以下の本を著した。
1. 『The Mineralogy of Derbyshire』 1802.
2. 『A Treatise on Diamonds and Precious Stones』 1813; 2nd ed. 1823.
3. 『A Catalogue of Minerals』 1815.
4. 『A Descriptive Catalogue of Minerals』 1816; 4th edit. 1821; reissued in 1823.
5. 『Familiar Lessons on Mineralogy and Geology』 1819; 10th edit. 1828.
6. 『Amateur Lapidary's Guide』 3rd edit. 1823; 1827.
7. 『Instructions for the use of the Blow-pipe and Chemical Tests』 4th edit. 1825.
8. 『The Voyager's Companion or Shell-Collector's Pilot』 1821; 4th edit. 1825.
9. 『The Linnæan System of Conchology』 1823.
彼は『Wodarch's Introduction to Conchology』（1822年）の第二版を編集し、またルドウィク・ヴィルヘルム・ギルバートの『Annalen der Physik』誌に「ブラジルにおけるダイヤモンド等の産出」（1818年）という論文を、『Quart. Journ. of Science』誌に「デヴォンシャーのトルマリンと燐灰石」（1818年）という論文を投稿した。時期は不明だが（貝殻収集用に）『船長、航海士、旅行者への手引き -特に南海の漁業関係者向け-』という本も出版していたようである。『南アフリカの金鉱山』の手書き原稿はロンドン地質学会の図書室に展示されている。
モウの著作の多くには、詳細な多色刷りを専門とするジェームズ・ソワービーと息子たちのイラストがふんだんに使われている。